# جامعة الأمير عبد القادر للعلوم الإسلامية

الشعار السابق للجامعة

جامعة الأمير عبد القادر للعلوم الإسلامية  هي مؤسسة تعليم عالي ذات طــابع عمومي إداري تــتمتع بالشخصية المعنوية والاستقلال المالي وتخضع لوصاية وزارة التعليم العالي والبحث العلمي للجمهورية الجزائرية، وقد سميت باسم الأمير عبد القادر مؤسس الدولة الجزائرية الحديثة.
جاءت فكرة إنشاء الجامعة موازية لمشروع بناء مسجد الأمير عبد القادر الذي يعد إلى جانب الجامعة آية من آيــات الفــن المعماري الإسلامي في الجزائر وإفريقيا عموما، وقد أسهم في إنجازها عدد كبير من المعماريين المسلميــن المختصيين فـي العمارة الإسلامية من ذوي الكفاءات العالية.

## الموقع
تقع جامعة الأمير عبد القادر بمدينة قسنطينة، عاصمة الشرق الجزائري، والتي تشتهر بمدينة العلم والعلماء، خاصة لكثرة جامعاتها ودورها التاريخي في إنجاب علماء رادوا مسيرة الصحوة والنهضة العلمية في الجزائر وبلاد المغرب، أمثال الإمام الرائد العلامة المجدد عبد الحميد بن باديس والمفكر العظيم مالك بن نبي.

## مهــام الجــامعة
تكوين الطلبة تكوينا علميا يتماشى مع متطلبات العصر.
الإسهام في تطوير البحث العلمي وتنمية الروح العلمية ونشر المعارف والدراسات والأبحاث الإسلامية.
العناية بالتراث الإسلامي في الجزائر وخارجها.
تكوين إطارات للجامعات والمعاهد الجزائرية المختلفة لا سيما المتخصصة في العلوم الإسلامية. وكذا للمؤسسات التربوية لعدد من الوزارات منها على الخصوص :
التربية الوطنية والشؤون الدينية والأوقاف، والاتصال والثقافة والعدل.

### مواضيع ذات صلة
- وزارة التعليم العالي والبحث العلمي في الجزائر
- التعليم في الجزائر
- كلية العلوم الإسلامية في الجزائر
- قائمة الجامعات في الجزائر
- قائمة الجامعات العربية
- قائمة الجامعات الإسلامية
- قائمة الجامعات في إفريقيا
- ولاية قسنطينة
- دائرة قسنطينة
- بلدية قسنطينة

### وصلات خارجية
- الموقع الرسمي لوزارة التعليم العالي والبحث العلمي في الجزائر نسخة محفوظة 9 يوليو 2017 على موقع واي باك مشين.
- موقع جامعة الأمير عبد القادر للعلوم الإسلامية